# Neobisium alticola
Neobisium alticola es una especie de arácnido del orden Pseudoscorpionida de la familia Neobisiidae.

## Distribución geográfica
Se encuentra en Turquía, Irán y en Azerbaiyán.